# 佐野好昭
佐野 好昭（さの よしあき）は、日本の地方公務員。宮城県副知事、株式会社ベガルタ仙台取締役、王城寺原演習場対策協議会会長などを経て、宮城大学理事長。

## 経歴
宮城県大崎市田尻町に生まれる。宮城県古川高等学校を経て、1983年東北大学法学部卒。大学卒業後宮城県庁入り。企画、財政、人事の各部門を歴任し、環境生活部長を経て、2017年から総務部長を務めた。2018年、宮城県庁を退職し、山田義輝の後任として宮城県副知事に就くとともに、株式会社ベガルタ仙台取締役に就任。王城寺原演習場対策協議会会長も兼務し、2019年には在日米軍の実弾砲撃訓練に際し、防衛省の伊藤茂樹東北防衛局長に対し、訓練の住民への公開を求めるなどした。2022年宮城大学副理事長。2023年宮城大学理事長に就任。

## 歴任
- 宮城県副知事